# Équipe cycliste féminine Coop-Repsol
Cet article concerne l'équipe cycliste féminine. Pour l'équipe masculine, voir Équipe cycliste masculine Coop-Repsol.
L'équipe cycliste Coop-Repsol est une équipe cycliste féminine norvégienne. Elle est créée en 2008, mais elle court sous licence UCI à partir de 2009. Elle est dirigée par Karl Lima. Emma Johansson y a couru de 2011 à 2012, Elisa Longo Borghini de 2013 à 2014. En 2015, Kirsten Wild et Tatiana Guderzo rejoignent l'équipe.

## Classements UCI
Ce tableau présente les places de l'équipe au classement de l'Union cycliste internationale en fin de saison, ainsi que la meilleure cycliste au classement individuel de chaque saison.
| Classement UCI | Classement UCI         | Classement UCI                              | Classement UCI |
| Année          | Classement par équipes | Meilleure coureuse au classement individuel |                |
| -------------- | ---------------------- | ------------------------------------------- | -------------- |
| 2009           | 19e                    | Sara Mustonen (43e)                         |                |
| 2010           | 16e                    | Sara Mustonen (57e)                         |                |
| 2011           | 3e                     | Emma Johansson (2e)                         |                |
| 2012           | 5e                     | Emma Johansson (3e)                         |                |
| 2013           | 4e                     | Elisa Longo Borghini (6e)                   |                |
| 2014           | 6e                     | Elisa Longo Borghini (11e)                  |                |
| 2015           | 7e                     | Kirsten Wild (9e)                           |                |
| 2016           | 9e                     | Kirsten Wild (28e)                          |                |
| 2017           | 13e                    | Susanne Andersen (46e)                      |                |
| 2018           | 15e                    | Charlotte Becker (55e)                      |                |
| 2019           | 22e                    | Vita Heine (45e)                            |                |
| 2020           | 27e                    | Mieke Kröger (72e)                          |                |
| 2021           | 25e                    | Mieke Kröger (84e)                          |                |
| 2022           | 20e                    | Nicole Steigenga (63e)                      |                |
| 2023           | 27e                    | Josie Nelson (140e)                         |                |
| 2024           | 35e                    | Camilla Rånes Bye (206e)                    |                |
|                |                        |                                             |                |
| Source : UCI   |                        |                                             |                |

L'équipe a intégré la Coupe du monde dès sa création en 2009. Le tableau ci-dessous présente les classements de l'équipe sur ce circuit, ainsi que sa meilleure coureuse au classement individuel.
| Coupe du monde | Coupe du monde         | Coupe du monde                              | Coupe du monde |
| Année          | Classement par équipes | Meilleure coureuse au classement individuel |                |
| -------------- | ---------------------- | ------------------------------------------- | -------------- |
| 2009           | 15e                    | Sara Mustonen (43e)                         |                |
| 2010           | 17e                    | Trine Schmidt (54e)                         |                |
| 2011           | 5e                     | Emma Johansson (3e)                         |                |
| 2012           | 5e                     | Emma Johansson (6e)                         |                |
| 2013           | 4e                     | Elisa Longo Borghini (5e)                   |                |
| 2014           | 5e                     | Elisa Longo Borghini (8e)                   |                |
| 2015           | 8e                     | Kirsten Wild (19e)                          |                |
|                |                        |                                             |                |
| Source : UCI   |                        |                                             |                |

À partir de 2016, l'UCI World Tour féminin remplace la Coupe du monde.
| UCI World Tour | UCI World Tour         | UCI World Tour                              | UCI World Tour |
| Année          | Classement par équipes | Meilleure coureuse au classement individuel |                |
| -------------- | ---------------------- | ------------------------------------------- | -------------- |
| 2016           | 9e                     | Kirsten Wild (31e)                          |                |
| 2017           | 18e                    | Emilie Moberg (50e)                         |                |
| 2018           | 18e                    | Charlotte Becker (38e)                      |                |
| 2019           | 18e                    | Marta Tagliaferro (49e)                     |                |
| 2020           | 19e                    | Mieke Kröger (67e)                          |                |
| 2021           | 23e                    | Josie Nelson (151e)                         |                |
| 2022           | 18e                    | Nicole Steigenga (78e)                      |                |
| 2023           | 22e                    | Josie Nelson (76e)                          |                |
| 2024           | 23e                    | Camilla Rånes Bye (181e)                    |                |
|                |                        |                                             |                |
| Source : UCI   |                        |                                             |                |

## Principales victoires

### Grands tours
- Tour d'Italie féminin

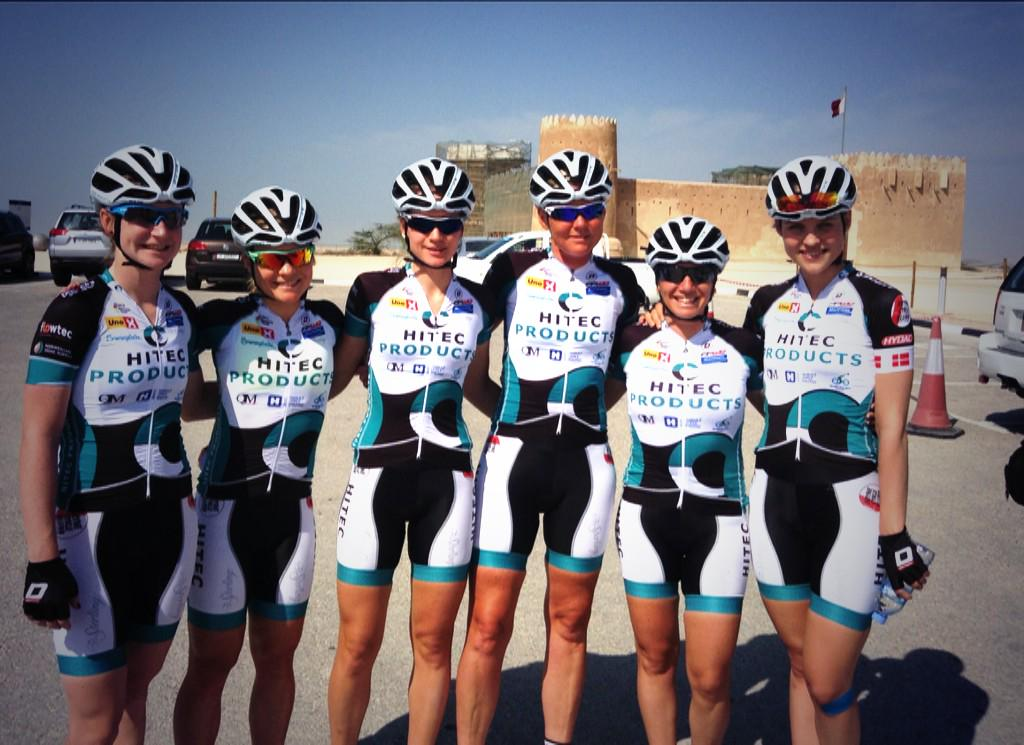
Hitec Products lors du Tour du Qatar 2015.

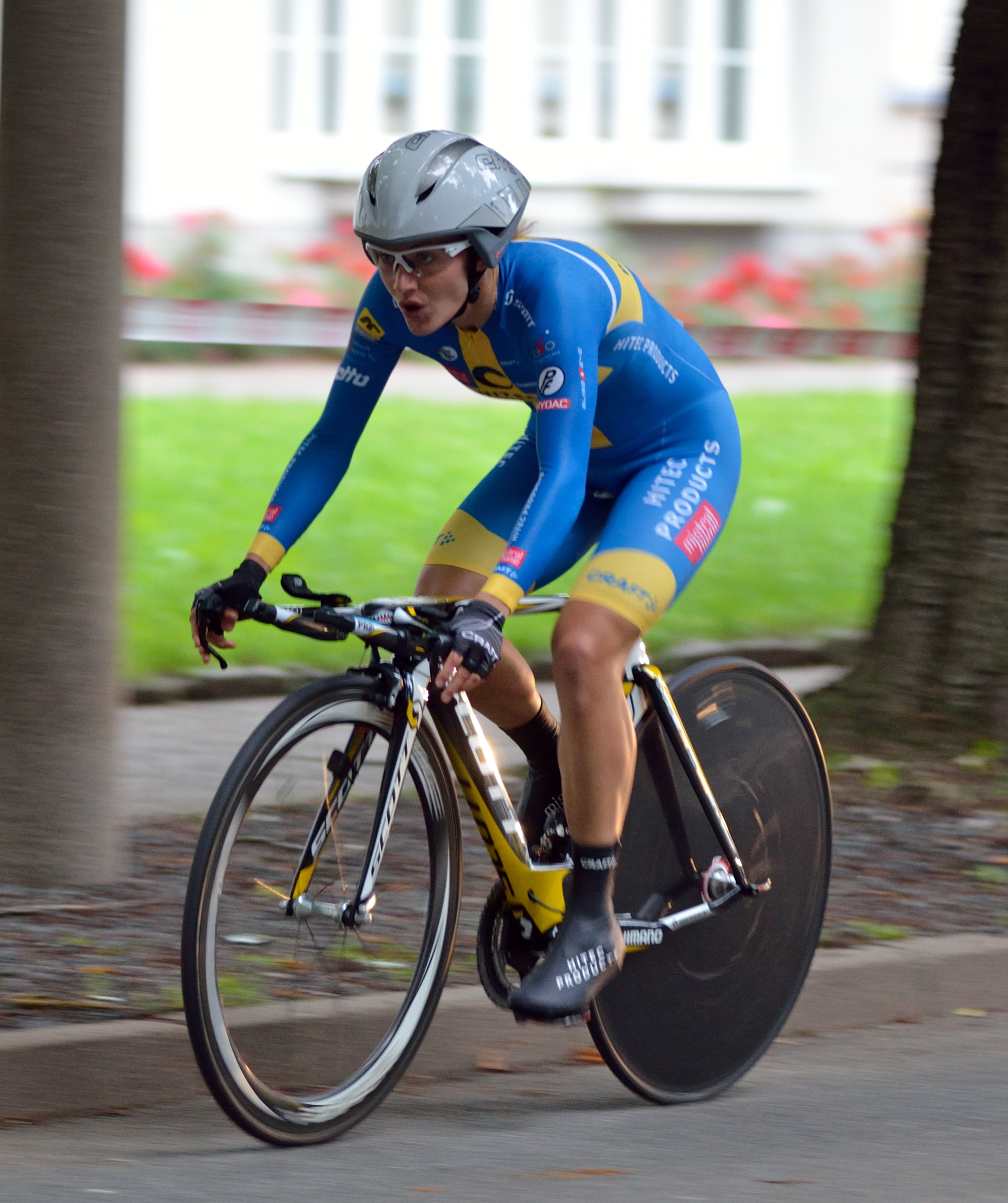
Emma Johansson

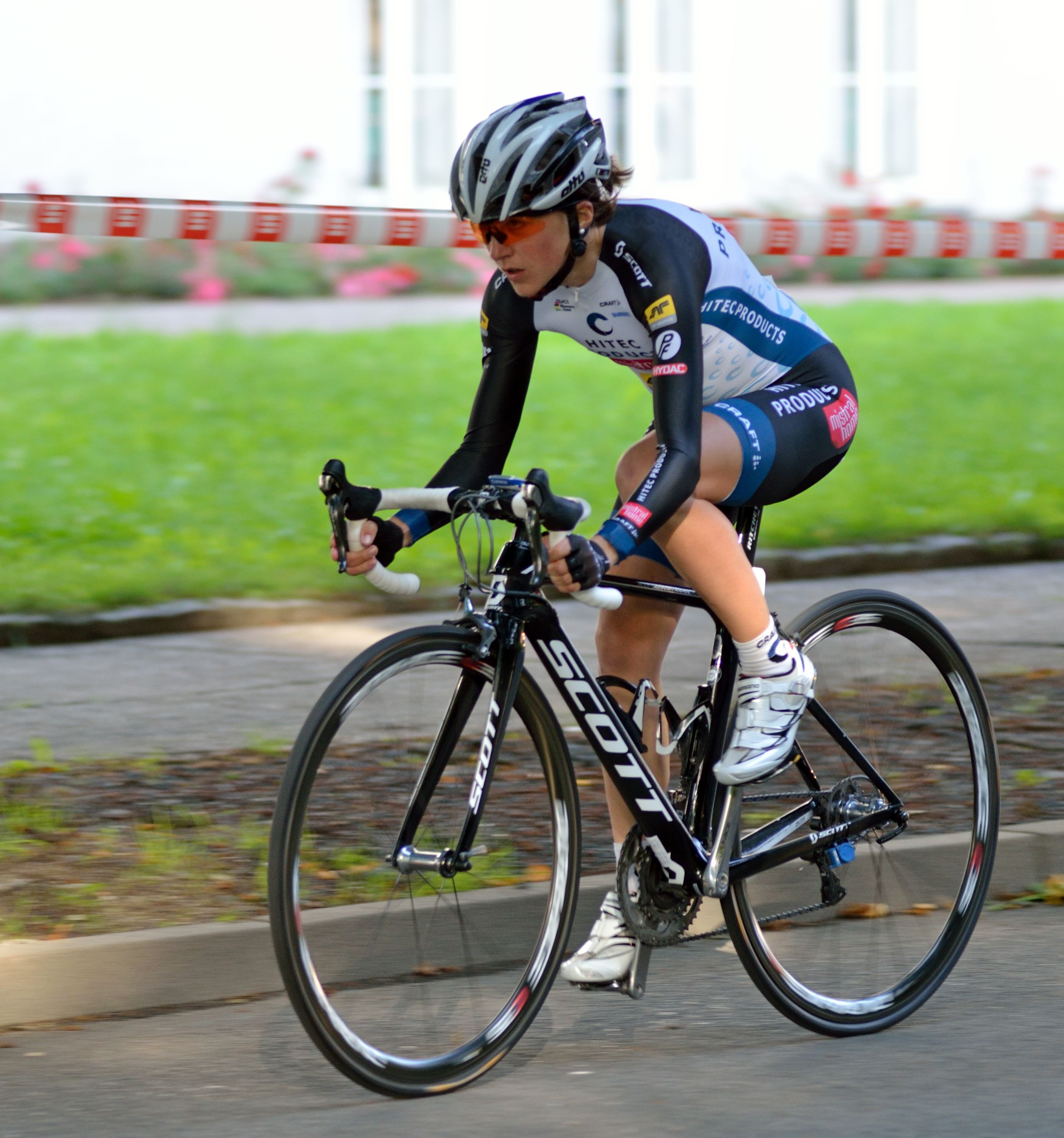
Sylwia Kapusta

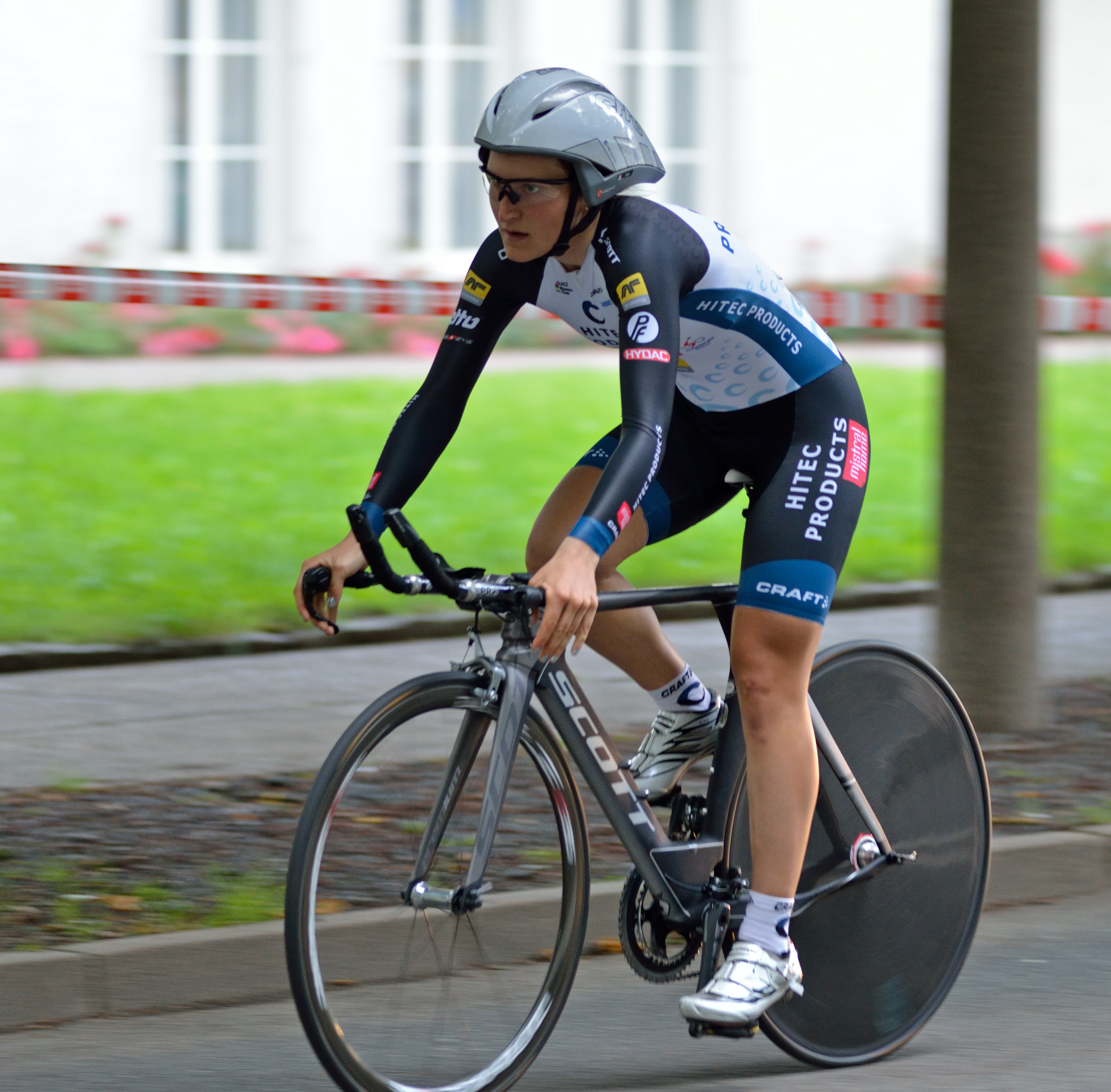
Elisa Longo Borgini

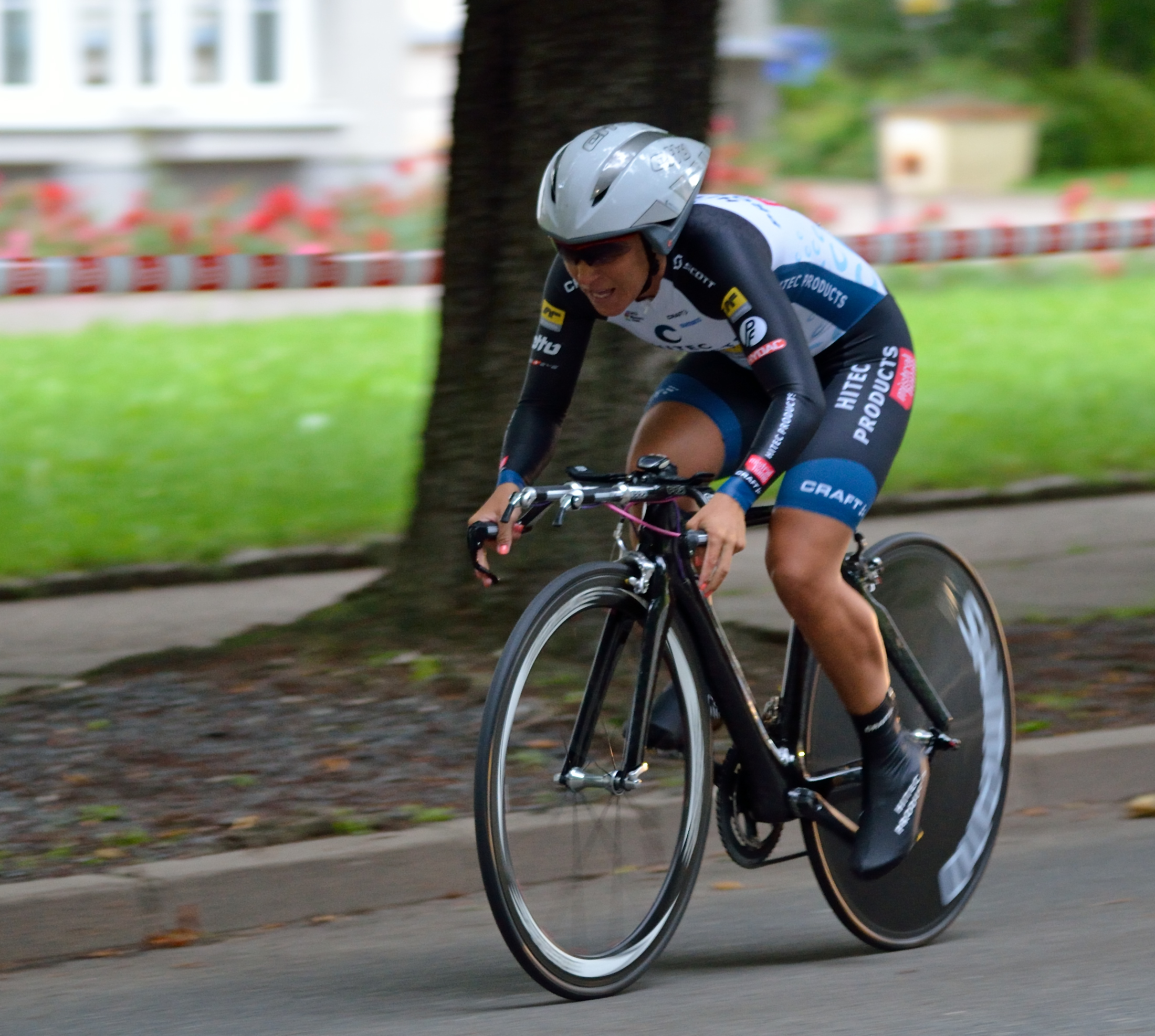
Sara Mustonen

- Participations : 4 (2011, 2012, 2013, 2014)
  - Victoire d'étape : 1
    - 1 en 2012 : Emma Johansson

### Compétitions internationales
Cyclisme sur route
- Championnats d'Océanie : 1
  - Course en ligne : 2015 (Lauren Kitchen)

Cyclisme sur piste
- Championnats d'Europe : 4
  - Course aux points : 2016 (Kirsten Wild)
  - Élimination : 2016 (Kirsten Wild)
  - Poursuites par équipes : 2016 (Simona Frapporti, Tatiana Guderzo)

### Championnats nationaux
Cyclisme sur route
- Championnats d'Afrique du Sud : 2
  - Course en ligne : 2014 (Ashleigh Moolman)
  - Contre-la-montre : 2014 (Ashleigh Moolman)
- Championnats d'Autriche : 1
  - Course en ligne espoirs : 2010 (Jacqueline Hahn)
- Championnats du Danemark : 1
  - Contre-la-montre : 2014 (Julie Leth)
- Championnats d'Italie : 1
  - Contre-la-montre : 2014 (Elisa Longo Borghini)
- Championnats de Norvège : 17
  - Course en ligne : 2011 (Frøydis Meen Waersted), 2013 (Cecilie Gotaas Johnsen), 2015 (Miriam Bjørnsrud), 2016, 2017, 2018 ( Vita Heine) et 2019 (Ingrid Lorvik)
  - Contre-la-montre : 2012 (Lise Nöstvold), 2015 (Cecilie Gotaas Johnsen), 2016, 2017 ( Vita Heine), 2018 (Line Marie Gulliksen), 2019 ( Vita Heine)
  - Contre-la-montre juniors : 2016 (Susanne Andersen)
  - Critérium : 2012 (Emilie Møberg), 2018 (Susanne Andersen) et 2019 (Ingvild Gåskjenn)
- Championnats de Suède : 5
  - Course en ligne : 2011, 2012 (Emma Johansson) et 2013 (Emilia Fahlin)
  - Contre-la-montre : 2012 (Emma Johansson)
  - Critérium : 2014 (Sara Olsson)

Cyclisme sur piste
- Championnats d'Allemagne : 6
  - Course aux points : 2016 et 2018 (Charlotte Becker)
  - Omnium : 2011 (Lisa Brennauer) et 2017 (Charlotte Becker)
  - Poursuite par équipes : 2018 (Charlotte Becker)
  - Scratch : 2018 (Charlotte Becker)
- Championnats d'Italie : 5
  - Omnium : 2016 (Simona Frapporti)
  - Poursuite : 2016 (Simona Frapporti)
  - Poursuite par équipes : 2016 (Simona Frapporti)
  - Scratch : 2016 (Simona Frapporti)
  - Vitesse par équipes : 2016 (Simona Frapporti)
- Championnat des Pays-Bas : 7
  - Américaine : 2015, 2016 (Kirsten Wild) et 2017 (Nina Kessler)
  - Course aux points : 2016 (Kirsten Wild)
  - Poursuite : 2015, 2016 (Kirsten Wild)
  - Scratch : 2016 (Kirsten Wild)

## Encadrement de l'équipe

### Vue d'ensemble
| Année | Code UCI | Nom                                      | Cat. | Vélo  | Encadrement |
| ----- | -------- | ---------------------------------------- | ---- | ----- | --- |
| 2009  | HPU      | Team Hitec Products UCK                  | WT   | Scott | Manager: Karl Lima Dir. sportif : Karl Lima, Thijs Rondhuis, Henk Sentse, Atle Reinli Ekenberg, Kjell Anders Öpstad      |
| 2010  | HPU      | Hitec Products UCK                       | WT   | Scott | Manager : Karl Lima Dir. sportif : Karl Lima, Martin Vestby, Atle Reinli Ekenberg, Kristian Saastad                      |
| 2011  | HPU      | Hitec Products-UCK                       | WT   | Scott | Manager : Karl Lima Dir. sportif : Karl Lima, Martin Vestby, Atle Reinli Ekenberg, Kristian Saastad                      |
| 2012  | HPU      | Hitec Products-Mistral Home Cycling Team | WT   | Scott | Manager : Karl Lima Dir. sportif : Karl Lima, Bent Rune Johanson, Martin Vestby, Svein Erik Vold, Per-Rune Lunderby      |
| 2013  | HPU      | Hitec Products UCK                       | WT   | Scott | Manager : Karl Lima Dir. sportif : Karl Lima, Davy Wijnant, Cecilie Johansen, Steven Sergeant                            |
| 2014  | HPU      | Hitec Products                           | WT   | Scott | Manager : Karl Lima Dir. sportif : Marc Bracke, Danny Lanssens, Steven Sergeant                                          |
| 2015  | HPU      | Hitec Products                           | WT   | Scott | Manager : Karl Lima Dir. sportif : Steven Sergeant, Terje Hatteland, Bart Lismont, Carl Erik Pedersen, Nico Van Gijsegem |
| 2016  | HPU      | Hitec Products                           | WT   | Scott | Manager : Karl Lima Dir. sportif : Steven Sergeant, Terje Hatteland, Bart Lismont                                        |
| 2017  | HPU      | Hitec Products                           | WT   | Scott | Manager : Karl Lima Dir. sportif : Karl Lima, Terje Hatteland, Bart Lismont, Steven Sergeant                             |
| 2018  | HPU      | Hitec Products-Birk Sport                | WT   | Fuji  | Manager : Karl Lima Dir. sportif : Karl Lima, Terje Hatteland, Tone Hatteland Lima, Steven Sergeant, Ruud Verhagen       |
| 2019  | HPU      | Hitec Products-Birk Sport                | WT   | ?     | Manager : Karl Lima Dir. sportif : Karl Lima, Terje Hatteland, Tone Hatteland Lima, Steven Sergeant                      |
| 2020  | HPU      | Hitec Products-Birk Sport                | WT   | ?     | Manager : Karl Lima Dir. sportif : Karl Lima, Terje Hatteland, Tone Hatteland Lima, Steven Sergeant                      |

## Partenaires
Son partenaire principal est Hitec Products, un livreur de solutions techniques pour l'exploitation pétrolière.

## Coop-Repsol en 2025

### Effectif
| Effectif 2025                          | Effectif 2025     | Effectif 2025 | Effectif 2025                            |
| Cycliste                               | Date de naissance | Pays          | Équipe précédente                        |
| -------------------------------------- | ----------------- | ------------- | ---------------------------------------- |
| Stine Dale                             | 11 novembre 1998  | Norvège       |                                          |
| India Grangier                         | 5 janvier 2000    | France        | Stade Rochelais Charente-Maritime (2022) |
| Monica Greenwood                       | 24 février 1989   | Royaume-Uni   | DAS-Handsling Bikes (2023)               |
| Sigrid Ytterhus Haugset                | 1 mars 1999       | Norvège       |                                          |
| Tiril Jørgensen                        | 29 octobre 2000   | Norvège       |                                          |
| Stina Kagevi                           | 28 août 2005      | Suède         | Motala AIF CK (2023)                     |
| Magdalene Lind                         | 16 mai 2002       | Norvège       | Keukens Redant (2022)                    |
| Mari Hole Mohr                         | 1 mars 2001       | Norvège       | Stavanger Sykleklubb (2020)              |
| Laura Lizette Sander (12 mars–31 déc.) | 15 mai 2004       | Estonie       | AG Insurance-Soudal NXTG (2024)          |
| Camilla Rånes Bye                      | 17 novembre 2004  | Norvège       | Torelli (2023)                           |
| April Tacey                            | 12 octobre 2000   | Royaume-Uni   | Lifeplus Wahoo (2023)                    |
| Aidi Gerde Tuisk                       | 1 mars 2002       | Estonie       | Eneicat-CMTeam-Seguros Deportivos (2023) |
| Eline Van Rooijen                      | 29 août 2001      | Pays-Bas      | AG Insurance-Soudal Quick-Step (2023)    |
|                                        |                   |               |                                          |
| Source : ProCyclingStats               |                   |               |                                          |

### Victoires
| Victoires | Victoires | Victoires | Victoires | Victoires | Victoires |
| Date      | Course    | Pays      | Classe    | Vainqueur |           |
| --------- | --------- | --------- | --------- | --------- | --------- |

### Classement mondial
| Classement UCI | Classement UCI | Classement UCI | Classement UCI |
| Coureuse       | Coureuse       | Pays           | Points         |
| -------------- | -------------- | -------------- | -------------- |

## Saisons précédentes

Portraits
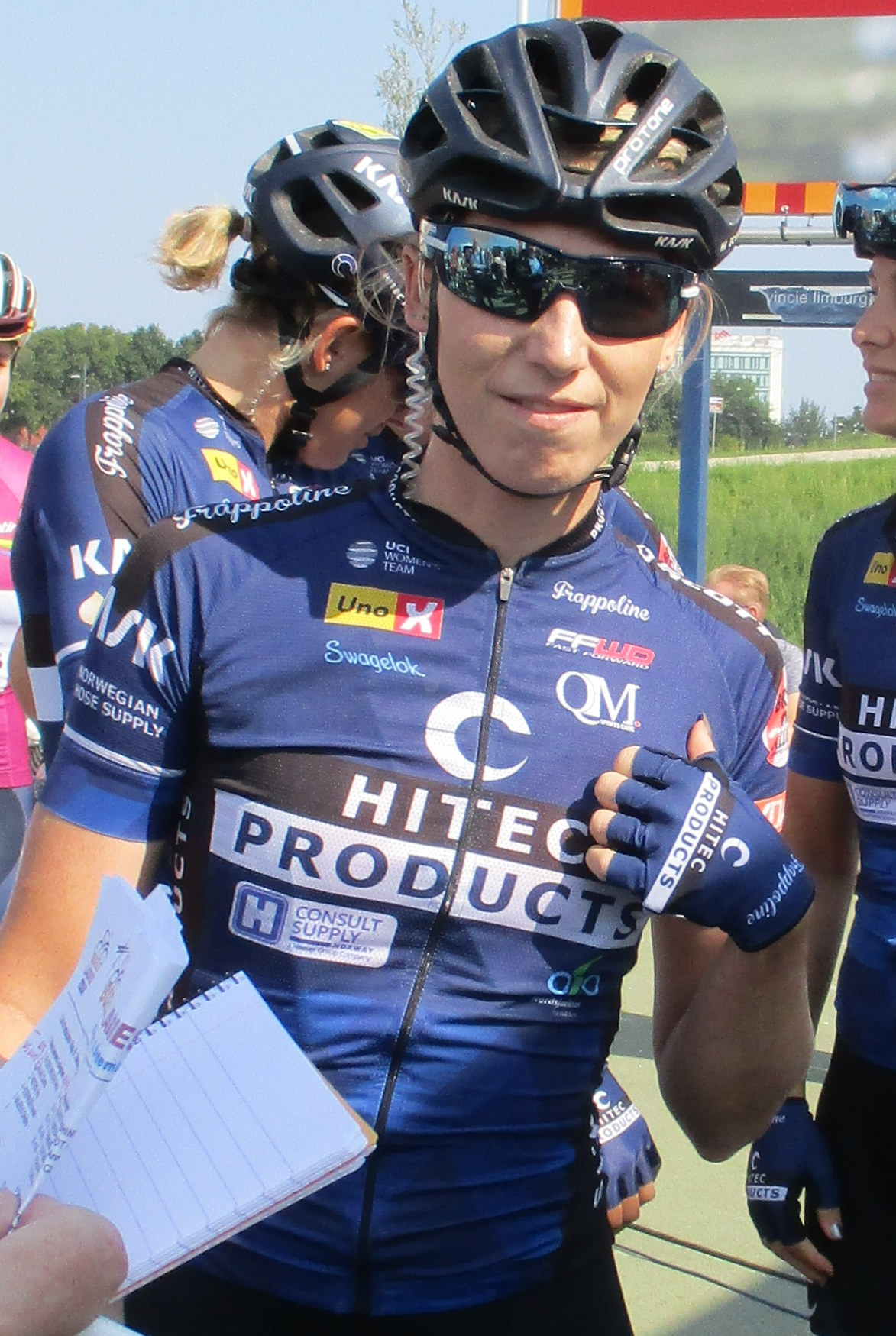
Nina Kessler
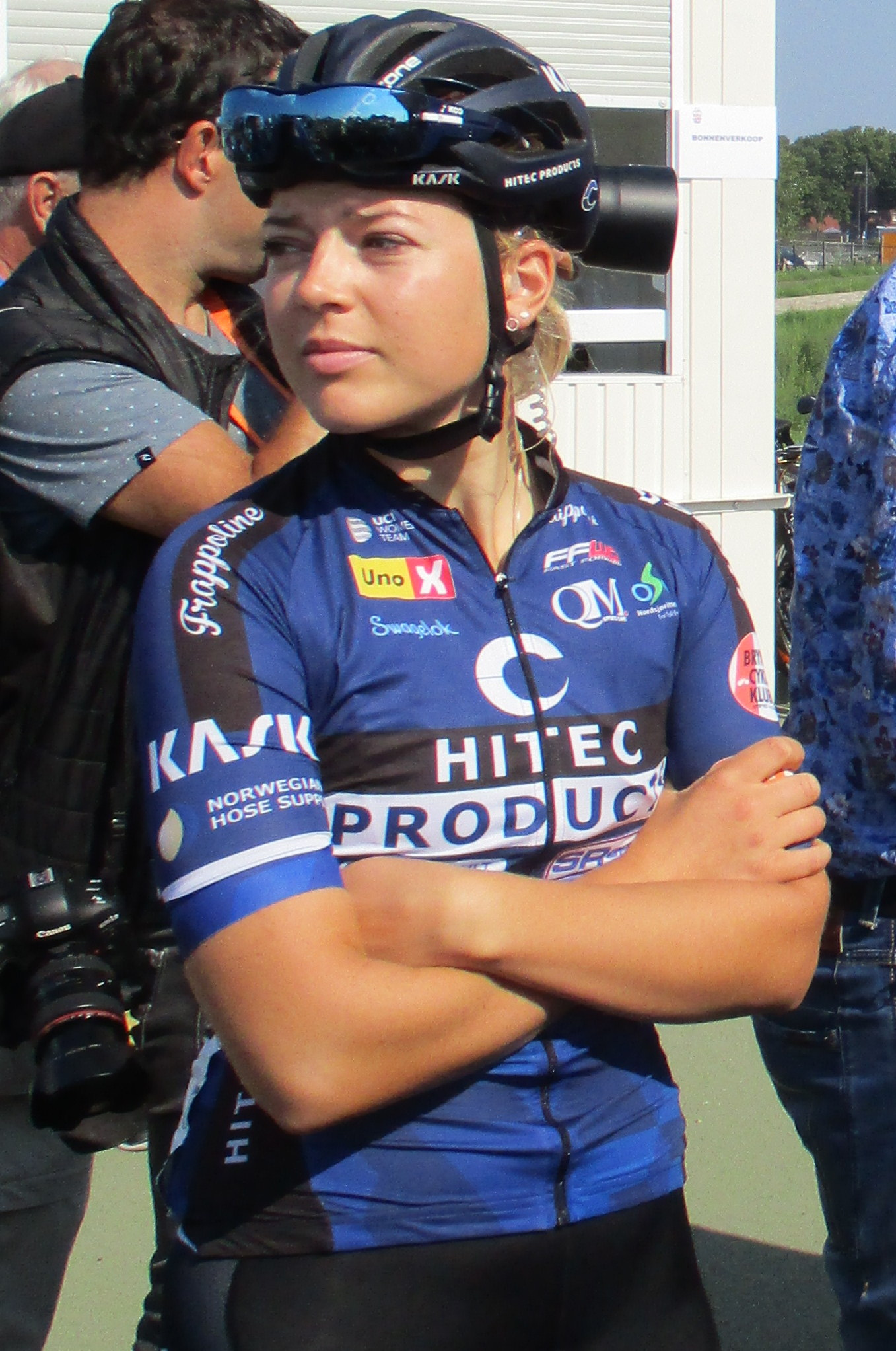
Thea Thorsen
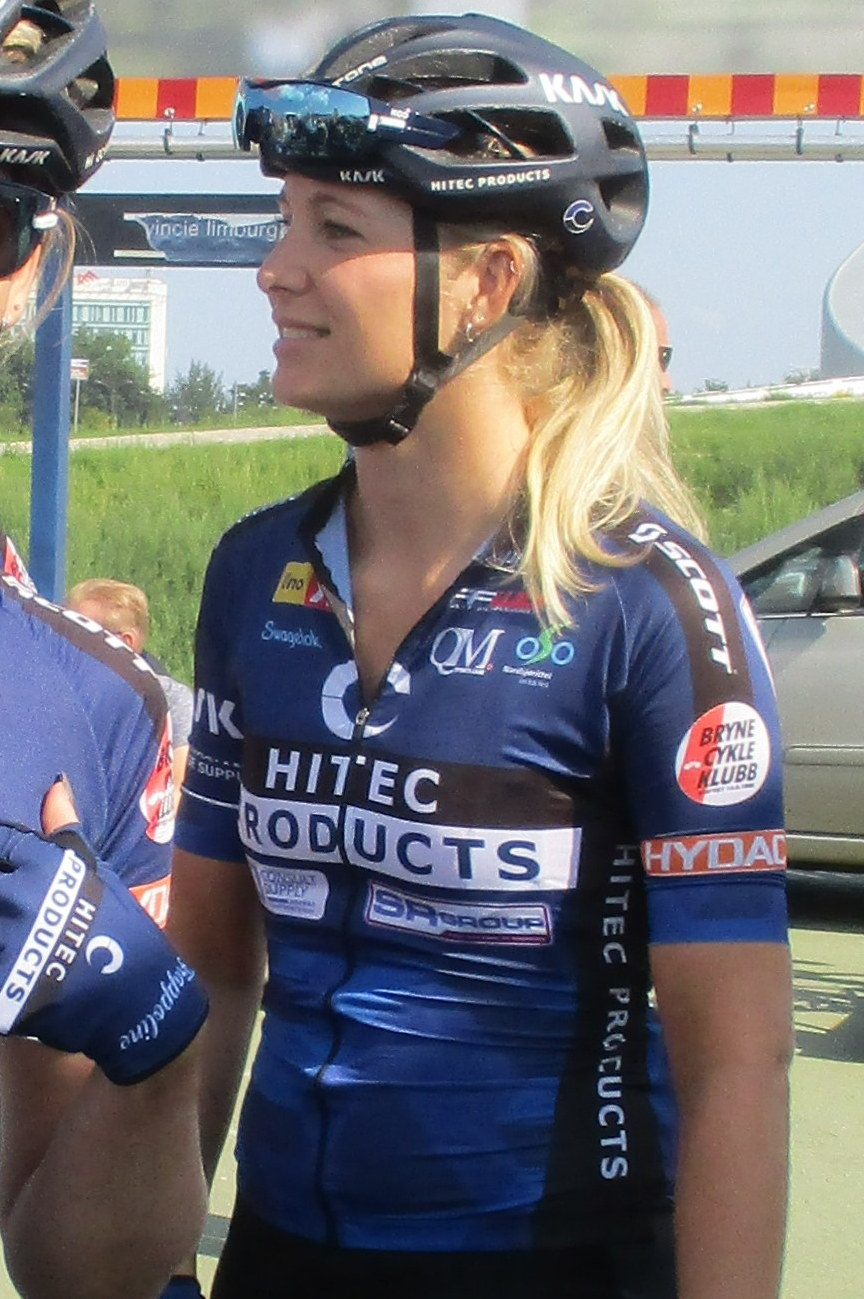
Ilona Hoeksma

- Saison 2015 de l'équipe cycliste Hitec Products